# Janíuay
Janiuay es un municipio filipino de primera clase, perteneciente a la provincia de Iloílo, en las Bisayas Occidentales. En 2020, tenía censados 66 786 habitantes.